# Jacky Lee
Jack Ross Lee, detto Jacky (Minneapolis, 11 luglio 1938 – 2 maggio 2016), è stato un giocatore di football americano statunitense che ha militato nel ruolo di quarterback nella American Football League (AFL).

## Carriera
Nel 1960 Lee fu il primo quarterback mai scelto nel draft dagli Houston Oilers, con cui divise il ruolo con George Blanda nelle prime due stagioni della lega nelle quali gli Oilers vinsero in entrambe le occasioni il titolo. Nel 1961 passò 457 yard contro i Boston Patriots, allora un record AFL, e stabilì un altro record della lega con un touchdown da 98 yard per Willard Dewveall contro i San Diego Chargers. Lee e Blanda passarono complessivamente 38 touchdown per gli Oilers nel 1961. Lee disputò ogni partita per gli Oilers dal 1961 al 1963.
Nel 1964 fu il primo e unico giocatore della storia ad essere dato in prestito ad una un'altra squadra. Passò così ai Denver Broncos e fece ritorno agli Oilers due anni dopo. Mentre era a Denver, Lee passà 370 yard in un tempo contro gli Oakland Raiders.
Nel 1967, Lee fu scambiato con i Kansas City Chiefs dopo quattro partite. Trascorse la maggior parte dei suoi ultimi tre anni come riserva di Len Dawson e fu parte della squadra che nel 1969 vinse il campionato AFL, il suo terzo, e il Super Bowl IV. È uno dei soli 22 giocatori ad avere fatto parte della AFL per tutti i suoi dieci anni di esistenza.

## Palmarès
Super Bowl : 1
Kansas City Chiefs: IV
- Campionati AFL : 3

Houston Oilers: 1960, 1961
Kansas City Chiefs: 1969